# 오노 마사히토
오노 마사히토(일본어: 小野 雅史, 1996년 8월 9일~)는 일본의 축구 선수이다.

## 구단 경력
그는 2019년 J2리그의 오미야 아르디자에 입단했다. 2022년까지 107경기에 출전하여, 7득점을 넣었다. 2023년 몬테디오 야마가타로 이적했다. 2024년 J1리그의 나고야 그램퍼스로 이적했다.